# Museo de Arte Antiguo (Milán)
El Museo de Arte Antiguo (en italiano: Museo d'Arte Antica) es un museo de arte antiguo lombardo localizado en el «Castello Sforzesco»  de Milán, en Lombardía, en el norte de Italia. Cuenta con una gran colección de esculturas de la antigüedad tardía, medievales y renacentistas. Las diversas salas con frescos del museo albergan un arsenal, una sala de tapices, algunos monumentos funerarios, la «Rondanini Pietà» y dos portales medievales.
La Sala Verde muestra las esculturas de los siglos XV y XVI, la colección de armas del Castillo de Sforza y el Portale del Banco Mediceo, una puerta retirada de la Vía Bossi. La colección de armas, en la segunda parte de la sala, muestra esculturas, armaduras, espadas y armas de fuego en secuencia cronológica desde la Edad Media hasta el siglo XVIII.
La «Sala dell'Asse», diseñada y pintada al fresco por Leonardo da Vinci a petición de Lodovico il Moro, representa el período Sforza de Milán.
Los bienes del museo tienen su origen en dos instituciones: el Museo Patrio di Archeologia, de fundación estatal (1862) y el Museo Artistico Municipale, de administración cívica (1878). Después de que el edificio de los Sforza hubiese sido restaurado, el patrimonio artístico de ambas instituciones fue unificado en el  Museo Archeologico e Artistico expuestos en las salas de la Corte Ducal abierta al público el 10 de mayo de 1900. Una segunda inauguración memorable  tuvo lugar el 12 de abril de 1956 y con el nombre de Museo d’Arte Antica se inició una nueva fase dedicada a la exposición permanente de esculturas y monumentos arquitectónicos que marcan el arte lombardo desde la Alta Edad Media hasta el Renacimiento completo.

## Véase también

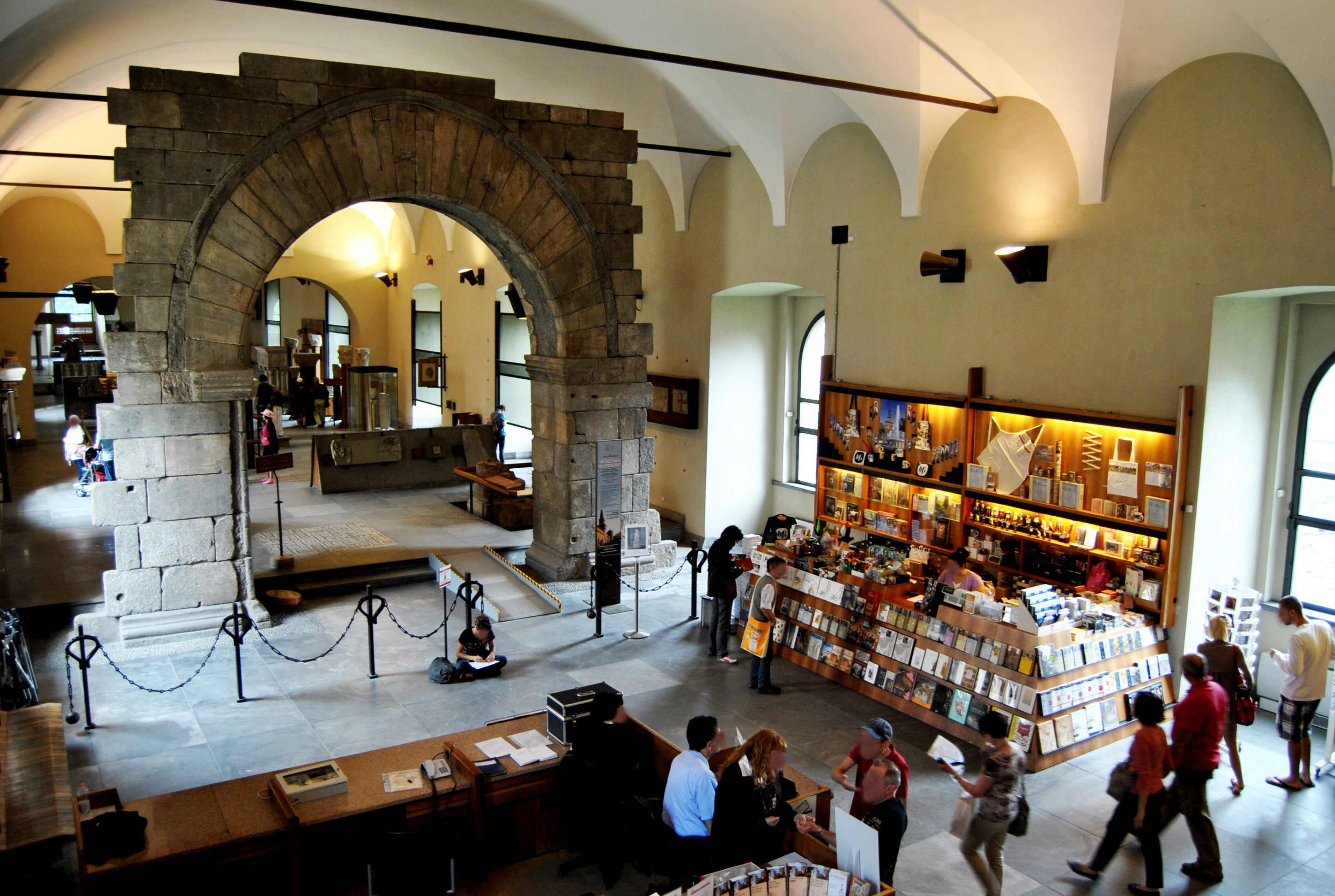
Vista de la entrada al museo